# Stephany Griffith-Jones
Stephany Griffith-Jones (nacida como Stepanka Novy Kafka; Praga, 5 de junio de 1947) es una economista checa-estadounidense radicada en Chile, especializada en finanzas internacionales y desarrollo, con énfasis en la reforma del sistema financiero internacional, específicamente en relación con regulación financiera, gobernanza global y flujos internacionales de capital.
Nacida en República Checa, se mudó a Chile junto a su familia cuando tenía un año de edad. Asistió a la escuela primaria y secundaria en el Santiago College y se graduó de la Universidad de Chile. Es sobrina-nieta del escritor checo Franz Kafka. Adoptó su apellido actual después de casarse con el matemático británico Robert Griffith-Jones. Fue asesora económica del programa presidencial del candidato de Apruebo Dignidad Gabriel Boric, en la elección de noviembre de 2021. En marzo de 2022 fue propuesta por el presidente Sebastián Piñera como consejera del Banco Central de Chile, siendo ratificada por el Senado de ese país.

## Trayectoria
Comenzó su carrera en 1970, en el Banco Central de Chile. Ha actuado como consultora principal para gobiernos de Europa del Este y América Latina y para muchos organismos internacionales, incluidos el Banco Mundial, el Banco Interamericano de Desarrollo, la Comisión Europea, Unicef, PNUD y la Conferencia de las Naciones Unidas sobre Comercio y Desarrollo. También fue miembro de la Comisión Warwick sobre reforma financiera internacional.
Trabajó en Barclays Bank International en el Reino Unido,[cita requerida] fue profesora en el Instituto de Estudios para el Desarrollo de la Universidad de Sussex, y luego ejerció como directora de mercados financieros en Initiative for Policy Dialogue, con sede en la Universidad de Columbia en Nueva York y miembro asociado del Instituto de Desarrollo de Ultramar.
Además, ha ocupado el cargo de subdirectora de Finanzas Internacionales en la Secretaría de la Commonwealth y ha trabajado en el Departamento de Asuntos Económicos y Sociales de Naciones Unidas y en la Comisión Económica para América Latina y el Caribe.
Ha publicado más de 20 libros y ha escrito varios artículos académicos y periodísticos. Su último libro, editado conjuntamente con José Antonio Ocampo y Joseph Stiglitz, Momento para la mano visible, Lecciones de la crisis de 2008, se publicó en 2010.

## Contribuciones a la política y el análisis económico
Ha contribuido a la investigación y sugerencias de políticas sobre cómo hacer que el sistema financiero nacional e internacional sea más estable para que pueda satisfacer mejor las necesidades del desarrollo económico inclusivo y la economía real. Uno de sus primeros artículos, El crecimiento de la banca multinacional, el mercado de la moneda euro y sus efectos en los países en desarrollo en el Journal of Development Studies, publicado en 1980, advirtió sobre el riesgo de conceder préstamos bancarios internacionales excesivos a las economías en desarrollo.[cita requerida]
Su libro de 1986 con Osvaldo Sunkel, Deuda y crisis de desarrollo en América Latina: El fin de una ilusión, mostró los efectos negativos de la crisis de la deuda latinoamericana de los años ochenta en el desarrollo económico de la región. Fue una de las primeras defensoras del alivio de la deuda en América Latina y África subsahariana.[cita requerida]
Con Ricardo Ffrench-Davis en la década de 1990, contribuyó al debate sobre cómo América Latina podría frenar y manejar los volátiles flujos de capital. Nuevamente advirtió sobre los riesgos de costosas crisis financieras si no se implementaran medidas suficientes como los controles de capital.[cita requerida]
Después de varias crisis financieras, principalmente en países en desarrollo, a mediados de la década de 1990 aboga por las regulaciones de flujo de capital en los países de origen como una forma de frenar los flujos de capital excesivos y volátiles. Creía que esto reduciría el riesgo de grandes reversiones de los flujos de capital y las crisis financieras que resultan de ellos. Esto se discute en su libro de 1998 Flujos Globales de Capital, ¿deberían ser regulados?.
En el debate sobre la reforma de la arquitectura financiera internacional, contribuyó al análisis de la prevención de crisis, especialmente a través de la regulación financiera y la gestión más eficaz de las crisis financieras. Por ejemplo, abogó por el Fondo Monetario Internacional (FMI) en cuestiones sobre los derechos especiales de giro como un medio para proporcionar liquidez oficial cuando los flujos de capital privado caen bruscamente. También abogó por préstamos ampliados y menos condicionales del FMI para que los países no tengan que ajustar innecesariamente sus economías, especialmente frente a crisis financieras u otros shocks externos.[cita requerida]
Con José Antonio Ocampo desde finales de la década de 1990  ampliaron el concepto de reforma anticíclica del sistema financiero internacional para ayudar a estabilizar los flujos de capital y los préstamos privados nacionales. El objetivo era evitar las frecuentes crisis costosas, facilitar la gestión macroeconómica y lograr un crecimiento económico estable e inclusivo en los países en desarrollo.[cita requerida]
Ha trabajado en las aplicaciones prácticas de estas ideas. Ha abogado por la reforma del financiamiento compensatorio del FMI frente a los shocks externos para hacerlo más grande, más rápido y con menos condicionalidad. Del mismo modo, fue una de las primeras en apoyar la expansión de los bancos de desarrollo, a nivel nacional, regional y multilateral, y su papel en los préstamos anticíclicos. También ha abogado por los bonos vinculados al PIB como un mecanismo anticíclico para reducir el riesgo de crisis financieras. Por otro lado, ha apoyado durante mucho tiempo la idea de la regulación anticíclica. Estas y otras medidas prácticas están destinadas a reformar el sistema financiero para que respalde un crecimiento económico inclusivo estable sin crisis financieras costosas.[cita requerida]

## Publicaciones
Libros seleccionados
- 2010, Time for a Visible Hand: Lecciones de la crisis financiera mundial de 2008, editado con José Antonio Ocampo y Joseph Stiglitz, Oxford University Press, 2010
- 2007, International Finance and Development, con José Antonio Ocampo y Jan Kregel, Orient Longman, 2007
- 2003, De las oleadas de capital a la sequía, buscando estabilidad para las economías emergentes, editado con Ricardo Ffrench-Davis, Palgrave, 2003
- 2003, International Capital Flows in Calm and Turbulent Times, The Need for New International Architecture, editado con Ricardo Gottschalk y Jacques Cailloux, The University of Michigan Press, 2003
- 2001, Managing Capital Surges in Emerging Markets, editado con Manuel Montes y Anwar Nasution, Oxford University Press, 2001
- 1999, Flujos de capital privado en África, con Louis Kasekende y Matthew Martin et al., FONDAD, 1999
- 1998, Flujos Globales de Capital, ¿deberían ser regulados? con prefacio del ganador del premio Nobel James Tobin, Macmillan y St. Martin's Press, 1998
- 1995, Lidiando con las oleadas de capital: el retorno de las finanzas a América Latina, editado con Ricardo Ffrench-Davis, Lynne Rienner, 1995
- 1994, Reforma del sector financiero en Europa Central y del Este, editado con Z. Drabek, Macmillan, 1994
- 1992, Regulaciones de deuda, condicionalidad cruzada y banca, editado con Ennio Rodriguez, Macmillan, 1992
- 1986, Crisis de la deuda y el desarrollo en América Latina: El fin de una ilusión, con Osvaldo Sunkel, Oxford University Press, 1986

Capítulos de libros seleccionados
- Griffith-Jones, Stephany; Ocampo, José Antonio (2014), «Helping control boom-bust in finance through countercyclical regulation»,  en Stewart; Cornia, Giovanni A., eds., Towards human development new approaches to macroeconomics and inequality, Oxford, Oxfordshire: Oxford University Press, pp. 269-290, ISBN 9780198706083.  Griffith-Jones, Stephany; Ocampo, José Antonio (2014), «Helping control boom-bust in finance through countercyclical regulation»,  en Stewart; Cornia, Giovanni A., eds., Towards human development new approaches to macroeconomics and inequality, Oxford, Oxfordshire: Oxford University Press, pp. 269-290, ISBN 9780198706083.
- 2010, "Agenda y Criterios para la reforma reguladora financiera" con Jane D'Arista en Griffith-Jones, Ocampo y Stiglitz (eds. ), Tiempo para una mano visible: lecciones de la crisis financiera mundial de 2008, Oxford University Press
- 2008, "El impacto procíclico de Basilea II en los mercados emergentes y su economía política" con Avinash Persaud, en Stiglitz y Ocampo (eds. ), Liberalización y desarrollo del mercado de capitales, Oxford University Press
- 2005, "¿Deberían los controles de capital tener un lugar en el futuro sistema monetario internacional?" con Ricardo Gottschalk y John Williamson, en Marc Uzan (ed), El futuro del sistema monetario internacional, Elgar
- 1991, "Mercados financieros internacionales: un caso de falla del mercado" en Christopher Colclough y James Manor (eds. ), Estados o mercados? Neoliberalismo y el debate sobre políticas de desarrollo, Oxford University Press

Artículos seleccionados en revistas
- 2003, "Cómo prevenir el nuevo acuerdo de capital de Basilea que perjudica a los países en desarrollo", presentado en las reuniones anuales del FMI y el Banco Mundial en septiembre de 2003
- 2003, "Basilea II y países en desarrollo: Diversificación y efectos de cartera" con Miguel Segoviano y Stephen Spratt, Revisión de la CEPAL
- 2000, "Propuestas para un mejor sistema financiero internacional", World Economics, vol. 2 de abril a junio.
- 1992, "Conversión de la deuda bilateral oficial: oportunidades y problemas", Actas de la Conferencia Anual del Banco Mundial sobre Economía del Desarrollo
- 1991, "Regulaciones bancarias y fiscales de los países acreedores: ¿pueden los cambios alentar el alivio de la deuda?" , Journal of Development Studies, 27 (3): abril
- 1985, "Caminos hacia adelante desde la crisis de la deuda", Oxford Review of Economic Policy, 2 (1), Invierno.

Artículos seleccionados en prensa popular
- 2012, Osborne marcará un gol en propia meta financiera mañana, New Statesman, diciembre de 2012
- 2012, Estimulando a Europa, The FT, junio de 2012
- 2012, momento histórico para el FMI, The FT, mayo de 2012
- 2012, Por qué los críticos están equivocados sobre un impuesto a las transacciones financieras, con Avinash Persaud, European Voice, marzo de 2012
- 2012, Transformando el sector financiero de un mal maestro a un buen servidor, Left Foot Forward, febrero de 2012
- 2010, "The Movers and the Makers", The Broker
- 2010, "La reforma de los mercados financieros", El País (español), junio de 2010
- 2009, "Ahora grabemos las transacciones", The Guardian
- 2006, "Un bono que asegura contra la inestabilidad", con Robert J. Shiller, Financial Times, julio de 2006
- 2003, "Fomentar los flujos de capital en tiempos de sequía", The Banker, julio de 2003
- 2003, "Una idea de capital que perjudicará a los países más pobres", Financial Times, mayo de 2003
- 2001, "Cambio fundamental en Doha", The Guardian, noviembre de 2001